# Mississippi (chanson de Bob Dylan)
Pour les articles homonymes, voir Mississippi.
Mississippi est une chanson de l'auteur-compositeur-interprète américain Bob Dylan extraite de son trente et unième album studio, Love and Theft, publié en septembre 2001 par Columbia Records.
Elle n'est pas sortie en single.
En 2011, le magazine Rolling Stone a classé cette chanson, dans la version originale de Bob Dylan, 260e sur sa liste des « 500 plus grandes chansons de tous les temps ».

## Composition
La chanson a été écrite par Bob Dylan.
Initialement, il l'a enregistrée pour son album Time Out of Mind (sorti en 1997), mais il n'a pas aimé l'arrangement réalisé par Daniel Lanois (le producteur) et la chanson a été omise de l'album. La nouvelle version parue sur l'album de 2001 a été produite par Dylan lui-même (sous le pseudonyme Jack Frost).